# 安德斯·瑟德格伦
安德斯·瑟德格伦（瑞典語：Anders Södergren，1977年5月17日—），瑞典男子越野滑雪运动员。他曾代表瑞典参加2006年、2010年和2014年冬季奥林匹克运动会越野滑雪比赛，共获得一枚金牌和一枚铜牌。